# Andrej Fábry
Andrej Fábry (sinh 1 tháng 3 năm 1997) là một cầu thủ bóng đá Slovakia thi đấu cho FC Nitra ở vị trí tiền vệ.

## Sự nghiệp câu lạc bộ

### FC Nitra
Fábry ra mắt chuyên nghiệp cho FC Nitra trước MŠK Žilina ngày 22 tháng 7 năm 2017.